# Seefahrtschule Leer

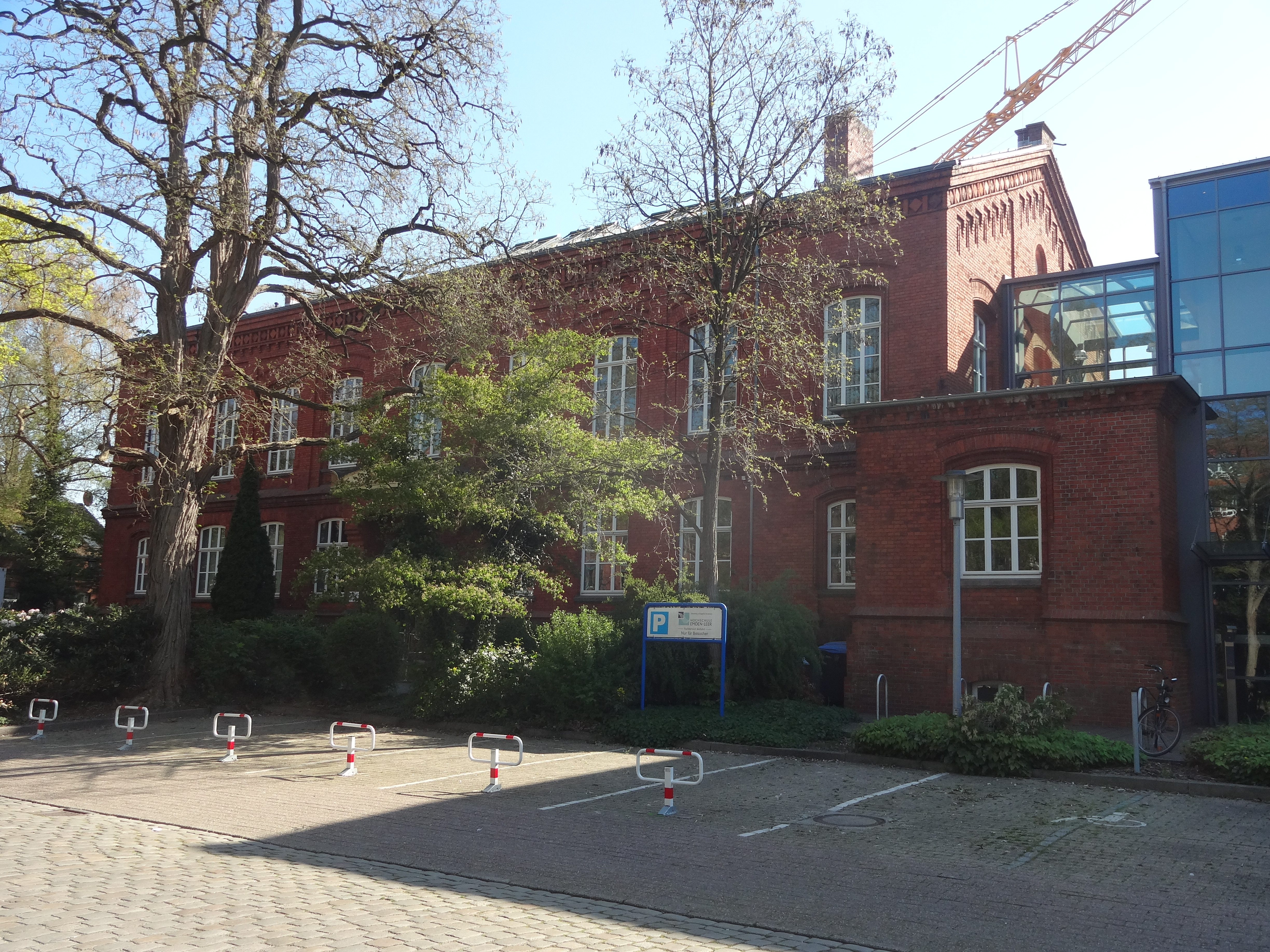
Straßenansicht der Seefahrtschule Leer

Die Seefahrtschule Leer ist ein denkmalgeschütztes Gebäude in Leer (Ostfriesland). In der 1878 errichteten Schule findet bis heute die Ausbildung angehender Nautiker und anderer maritimer Berufe statt.

## Schulgebäude
Das Seefahrtschulgebäude ist ein traufständiger, zweigeschossiger Ziegelbau, dessen Fassade durch Abschluss- und Geschossgesimse gegliedert wird. Der übergiebelte Haupteingang liegt in der Mitte der straßenseitigen Fassade, die Fenstereinfassungen bestehen aus Ziegelformsteinen.

## Geschichte

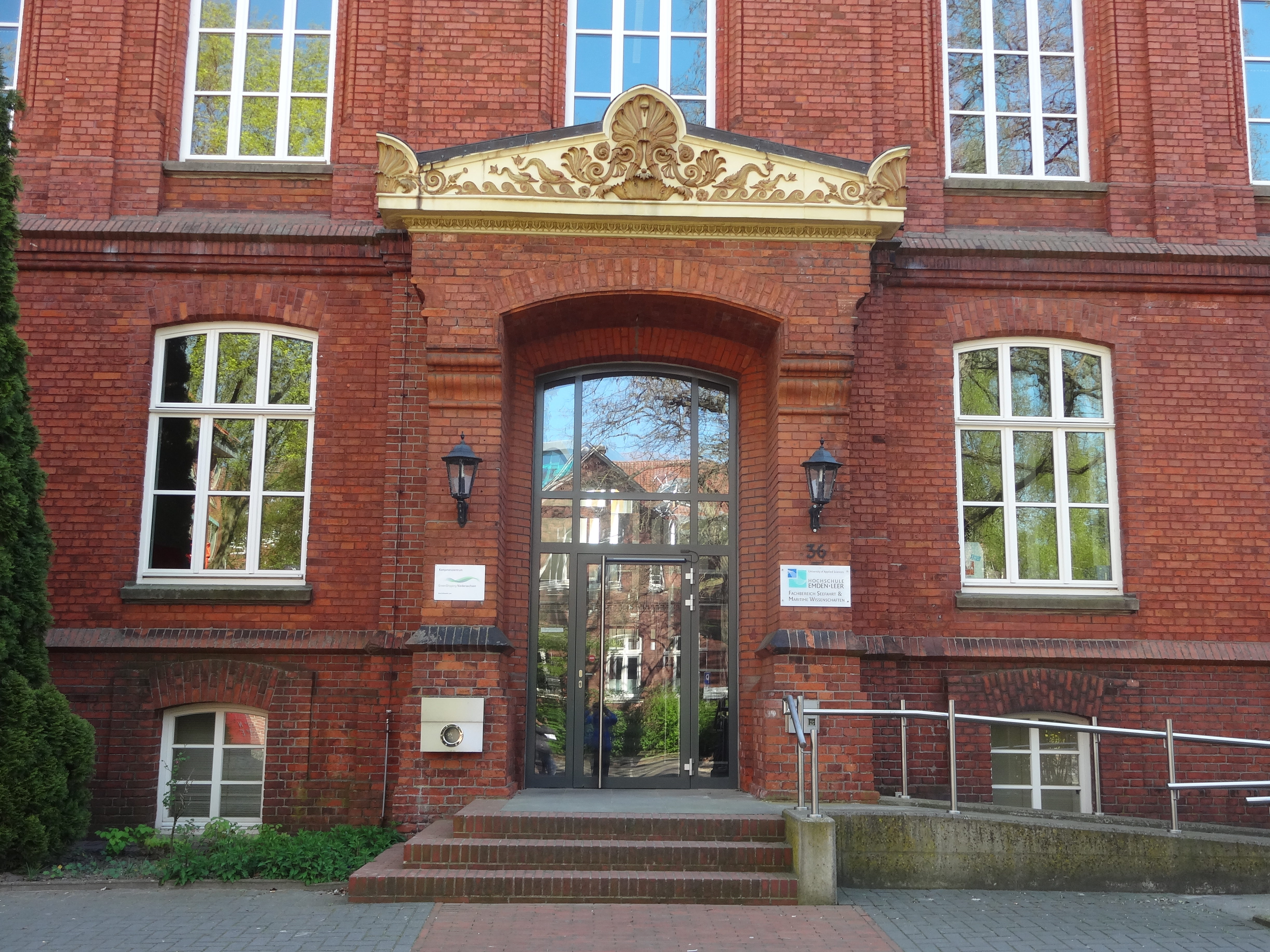
Eingangsportal

Gegründet wurde die Navigationsschule am 1. Oktober 1854 durch die Stadt Leer. Getragen wurde sie von der Handelsdeputation Leer, der Ostfriesischen Landschaft und Stiftungen von Leeraner Bürgern. Der erste Schulstandort war die Stadtkanzlei, von der sie 1859 an den Tonnenhof an der Groninger Straße umzog. Am 1. Mai 1865 übernahm der Staat Hannover den Schulbetrieb von der Stadt. Hannover fiel 1866 an Preußen, was sich durch stärkeren staatlichen Einfluss auswirkte. Nach 1870 wurde die Schule auf drei Klassen ausgebaut und 1878 wurde das heutige Seefahrtschulgebäude in der Bergmannstraße fertiggestellt. 1915 wurde die Navigationsschule in Seefahrtsschule umbenannt und in der Zeit nach dem Ersten Weltkrieg weiter ausgebaut, da die nautische Ausbildung der Region auf Betreiben des Preußischen Abgeordnetenhauses auf Leer konzentriert und die kleineren Seefahrtschulen in Emden, Timmel und Westrhauderfehn geschlossen wurden.
1972 wurde die Fachoberschule Seefahrt in Leer eingerichtet. Der Fachhochschulbereich wurde 1973 als „Fachbereich Seefahrt“ in die neugegründete Fachhochschule Ostfriesland unter der Hoheit des Ministeriums für Wissenschaft und Kultur integriert, während der Fachschulbereich als Fachschule Seefahrt Leer im Verantwortungsbereich des Kultusministeriums lag.
Zum 1. Januar 2000 fusionierte die Fachschule Seefahrt Leer mit dem Fachbereich Seefahrt unter der Gesamtverwaltung der Hochschule und die Fachhochschule Ostfriesland ging in diesem Jahr in der Fachhochschule Oldenburg/Ostfriesland/Wilhelmshaven auf, wobei die Leeraner Seefahrtschule Teil des Fachbereichs Wirtschaft wurde.
Nachdem 2004 eine geplante Schließung des Fachbereichs Seefahrt verhindert werden konnte, wurden neben dem Studiengang Nautik auch ein Studiengang Reedereilogistik eingerichtet. 2009 wurde die Fachhochschule Oldenburg/Ostfriesland/Wilhelmshaven aufgeteilt und die Seefahrtschule bildete den Fachbereich „Seefahrt und Maritime Wissenschaften“ der neugegründeten Hochschule Emden/Leer.
Neben der Seefahrtschule wurde 2010 das Maritime Kompetenzzentrum (Mariko) gegründet. Das Mariko dient neben der maritimen Ausbildung auch der Unterstützung der Schifffahrt und weiteren Aktivitäten der maritimen Wirtschaft.